# Bonic i fantàstic
Bonic i fantàstic (originalment en anglès, This Beautiful Fantastic) és una pel·lícula de drama romàntic britànica del 2016 dirigida i escrita per Simon Aboud i protagonitzada per Jessica Brown Findlay, Tom Wilkinson, Andrew Scott, Jeremy Irvine, Anna Chancellor i Eileen Davies.

## Sinopsi
Bella Brown és una dona jove amb un trastorn obsessivocompulsiu. Treballa en una biblioteca pública i està intentant escriure un llibre per a nens. La por de la Bella a les plantes fa que descuidi el jardí de la seva casa de lloguer. El seu propietari li dona un mes per millorar el jardí o, si no, haurà d'abandonar l'habitatge. La Bella estableix relacions amb l'únic veí del costat, el seu metge, la seva cuinera i mestressa i un inventor que freqüenta la biblioteca.

## Repartiment
- Jessica Brown Findlay com a Bella Brown[2][3]
- Tom Wilkinson com a Alfie Stevenson, el veí de la Brown[2]
- Andrew Scott com a Vernon, xef[2]
- Jeremy Irvine com a Billy Tranter, inventor[2]
- Anna Chancellor com a senyora Bramble, bibliotecària[2]
- Eileen Davies com a Milly

## Producció
El rodatge principal de la pel·lícula va començar a Londres el juliol de 2015.

## Rebuda
Al lloc web de l'agregador de ressenyes Rotten Tomatoes, la pel·lícula té una puntuació d'aprovació del 61% basada en 23 crítiques i una puntuació mitjana de 6,08 sobre 10. A Metacritic, la pel·lícula té una puntuació mitjana ponderada de 51 sobre 100, basada en deu crítics, cosa que indica "crítiques mixtes o mitjanes".
La majoria de comentaris de la crítica va utilitzar el terme "twee" amb comparacions amb Amélie. Les ressenyes negatives van criticar que la cinta té massa preguntes que distreuen, com ara per què la Bella no només contracta un jardiner per uns dies, i van veure la representació dels problemes de salut mental com una excentricitat encantadora. Algunes crítiques es van centrar en el sabor, i Dennis Harvey va definir la pel·lícula com una "fórmula que agrada a la multitud", cosa que fa que el públic trobi la pel·lícula dolça o massa dolça. Sheri Linden anomena la pel·lícula "dolça però no és sacarina" i Neil Genzlinger escriu "les actuacions agradables eviten que la història es torni massa pesada".